# مايك نابولي
مايك نابولي (بالإنجليزية: Mike Napoli) هو لاعب كرة قاعدة أمريكي، ولد في 31 أكتوبر 1981 في هوليوود في الولايات المتحدة.

## وصلات خارجية
- مايك نابولي على موقع دوري كرة القاعدة الرئيسي (الإنجليزية)
- مايك نابولي على موقعبيزبول رفرنس.كوم (الدوري الرئيسي) (الإنجليزية)
- مايك نابولي على موقعبيزبول رفرنس.كوم (الدوري الثانوي) (الإنجليزية)
- مايك نابولي على موقع إي إس بي إن.كوم (أم.أل.بي) (الإنجليزية)
- مايك نابولي على موقع مشجعي الرسوم البيانية (الإنجليزية)